# Philotoceraeoides multilineatus
Philotoceraeoides multilineatus là một loài bọ cánh cứng trong họ Cerambycidae.